# Транссахарська торгівля

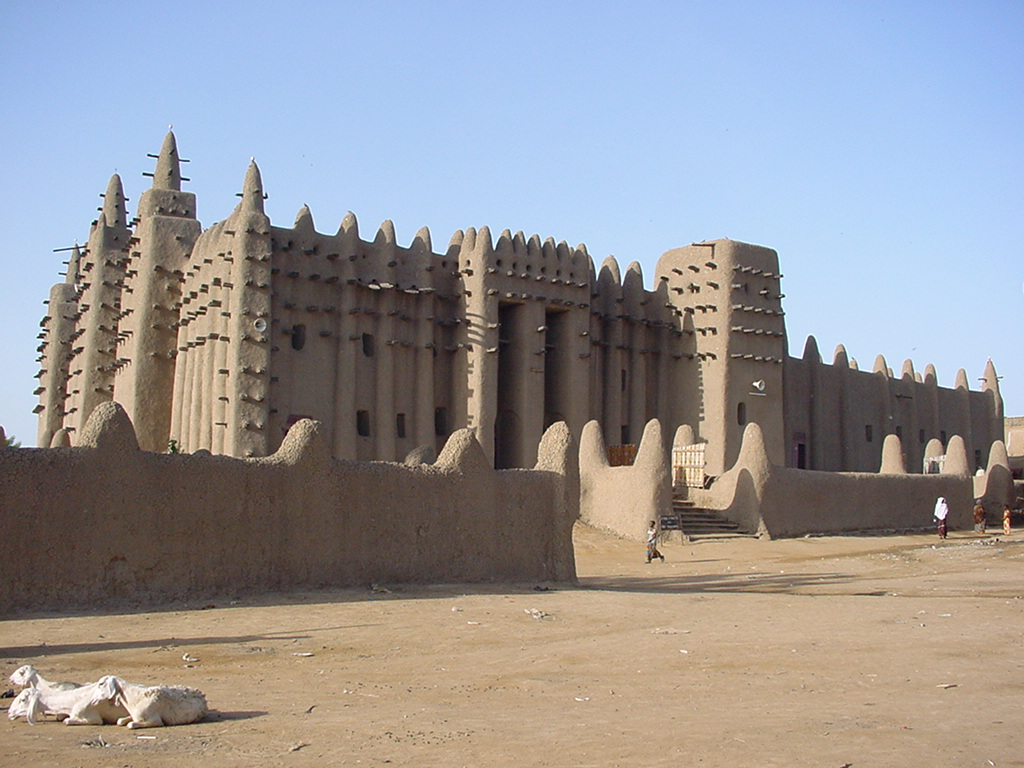
Дженне — місто в Малі, засноване в 800, важливий торговий пункт Торгового шляху через Сахару. Історичний центр міста, в тому числі і зображена Велика мечеть Дженне, внесена до списку Світової спадщини

Транссахарська торгівля — мережа торгових операцій, що охоплюють велику частину Західної і Північної Африки. Торгівля здійснювалася по караванних шляхах до середини XX ст. У мирний час перехід через Сахару і назад займав приблизно 18 місяців.

## Торгівля в давнину
Уздовж двох головних доріг, що перетинають пустелю з півдня на північ, були знайдені зображення колісниць. З цього дослідниками був зроблений висновок, що через Сахару ще в давнину пролягали торгові шляхи. Гараманти, які жили там, були посередниками в торгівлі слоновою кісткою, карбункулами і рабами між Північчю (Карфагеном, Стародавнім Римом) і Півднем.

## Торгові шляхи
Головні караванні торгові шляхи кілька разів зміщувалися. Так, до XI ст. основний караванний шлях проходив через середньовічну Гану, з XII ст.

Західні транссахарські торгівельні шляхи. Темним виділено золотодобувні райони

він перемістився на схід, з'єднавши малійські золоті копальні з торговими містами Північної Африки. Малійське золото, як і багато інших товарів (шкури, пір'я страуса тощо) потрапляли на Близький Схід і звідти нерідко в Європу.
З XV ст. головний караванний шлях став проходити через хаусаленд.

### Західний торговий шлях
Уже в середині VIII ст. араби створили караванний шлях між Сіджільмасою в Південному Марокко і Аудагостом в Мавританії. На південній околиці Сахари, куди привозили золото, базуються середземноморські купці. Там вантажі, що доставлялися з півночі верблюжими караванами арабо-берберів, перевантажували на каравани ослів, яких з півдня вели Вангара.

### Атлантичне узбережжя— Хаусаленд— Триполі

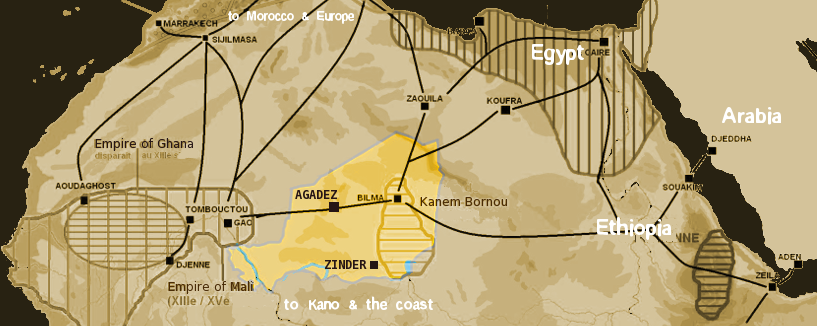
Транссахарські торгові шляхи близько 1400 року. Виділено територію сучасного Нігеру.

Падіння середньовічного Малі в кінці XV ст., виснаження золотих копалень в області Бамбуку і утворення великої імперії Сонгаї привели до зміщення торгових шляхів на схід — з Західного в Центральний Судан.
У XIV ст. арабський мандрівник Ібн Баттута згадував торговий шлях, що проходив через місто Тагаза, головним джерелом економічного процвітання якого була сіль, видобута на поблизу розташованих рудниках. Сіль обмінювалася на золото і звідти доставлялася в Тімбукту і Гао і далі поширювалася від Чаду до Сенегалу. При цьому її було так багато, що, по описах Ібн Батутти, будинки в місті і мечеть були побудовані з блоків солі і покриті верблюжими шкурами. При цьому мешканці соляної столиці сильно залежали від караванів з продовольством які прибували туди. Нерідко траплялося так, що через затримку каравану люди гинули.
В XIX ст. головний торговий шлях, що зв'язує хаусаленд (в основному через міста-держави Кано та Кацина) і Північну Африку, закінчувався в Триполі.
З 1820-х рр. і аж до припинення транссахарської торгівлі важливим також став шлях Кано — Аїр — Гадамес. У транссахарській торгівлі через хаусаленд, крім хауса, брали участь вангара, туареги плоскогір'я Аїр, а також арабські купці. Останні, які приводили в хаусаленд каравани, від 40 по 100 верблюдів, були звільнені від митних зборів, їм також надавалася захист з боку влади. Зробивши тривалий шлях, вони зупинялися в місті від декількох місяців до декількох років, де жили в окремих кварталах, найчастіше обзавівшись сім'ями.

## Як була влаштована торгівля

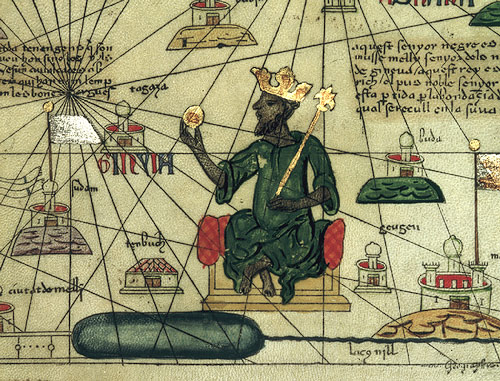
Манса Муса, що тримає в руках золотий самородок (мініатюра з Каталонського атласу)

Шлях через Сахару в мирний час займав більше року. Арабські купці, прибувши в пункт призначення, залишалися в міських поселеннях, де, як правило, жили в ізольованих кварталах і користувалися особливим захистом з боку влади. Найчастіше вони обзаводилися сім'єю.
Караванні шляхи функціонували певну частину року. Так, наприклад, в хаусанські міста-держави купці прибували між квітнем і жовтнем.

### Предмети торгівлі
Через Сахару везли мідь, рабів, слонову кістку, горіхи кола, пір'я страуса, шкіри та деякі предмети розкоші.
Однак основними предметами обміну служили золото і сіль, вартість яких в певні епохи становила 1: 1. Велика частина золота, що проходив через Гану, добувалася на копальнях Бамбуку, місцевості між річками Сенегал і Фалеме. Інші золотоносні землі Західної Африки були розташовані південніше. Золотошукачами були здебільшого звичайні хлібороби, які здійснювали видобуток золота у вигляді додаткового заробітку.

### Каравани

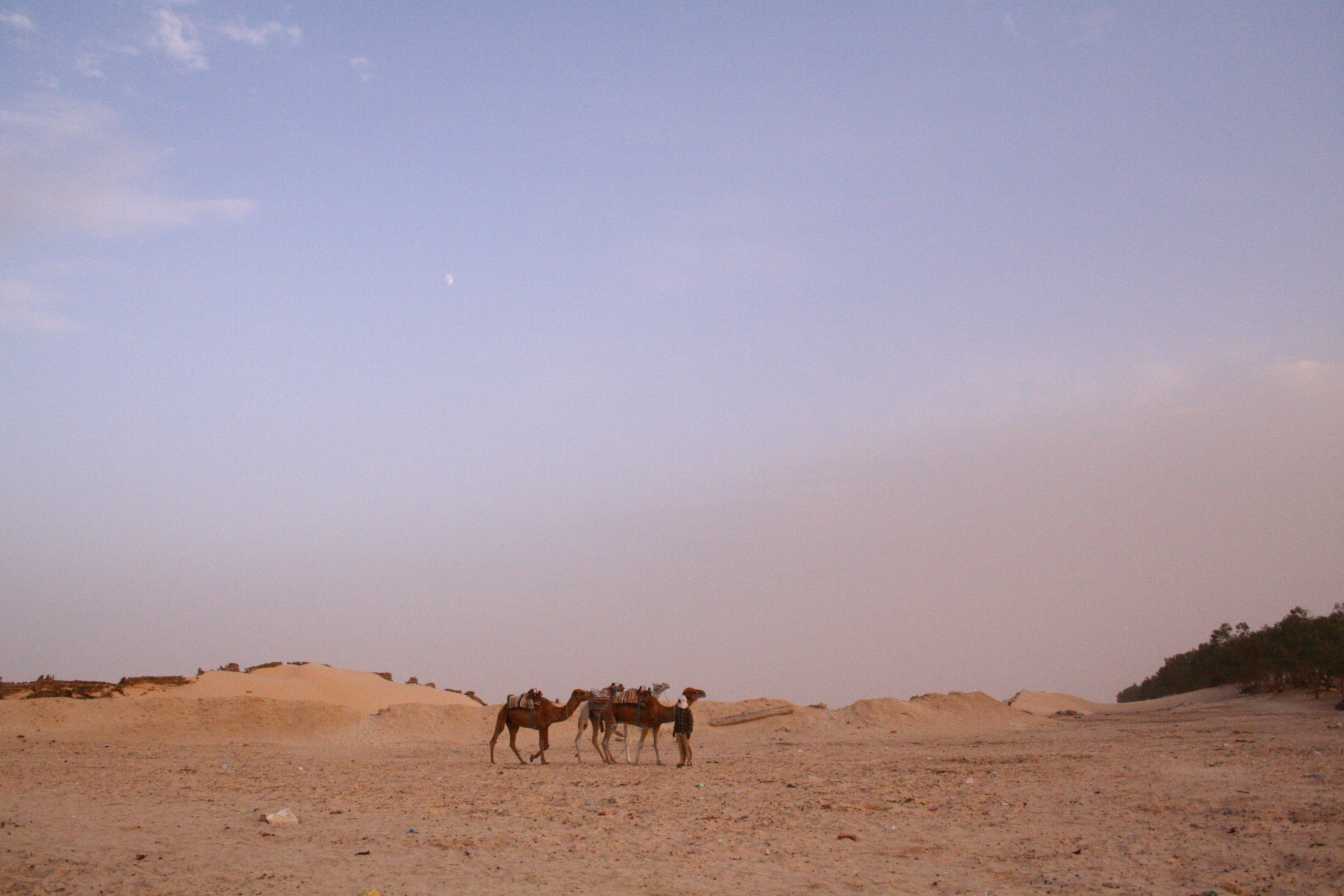
Нинішні бербери зберегли багато рис способу життя своїх предків

Товари перевозилися за допомогою караванів верблюдів-дромадерів. Перед тим, як бути зібраними в караван, тварини відгодовувались протягом декількох місяців на рівнинах Магрибу чи Сахелю. За словами Ібн Баттути (1304—1377), який подорожував з одним з караванів, середній розмір каравану був близько 1000 верблюдів, а іноді досягав і 12 000. Каравани вели високооплачувані берберські провідники, які добре знали пустелю і кочові племена туарегів, які населяли її. Виживання каравану залежало від злагодженої роботи багатьох. Вперед до оаз посилали гінців, які могли привезти воду з тих місць, до яких каравану було ще кілька днів шляху.

## Занепад
Доба великих географічних відкриттів, в першу чергу відкриття португальцями морського шляху до Індії навколо Африки, призвели до появи на африканському узбережжі перших європейських факторій і його поступової колонізації. Тим не менш, протягом тривалого часу в місцевій торгівлі європейці переважно користувалися послугами арабських та африканських торговців. Однак транссахарській торгівлі було завдано істотної шкоди через битви при Тондибі і розгрому Сонгаї марокканцями в 1591 році.
Після встановлення морських шляхів сполучення між узбережжям Західної Африки і Європою в першій половині XIX ст., транссахарська торгівля почала занепадати, тим не менш, вона продовжувала існувати до кінця першої чверті XX ст. На 1873 року навіть намітився незначний ріст, в зв'язку з тим, що в Європі увійшли в моду пір'я страуса. Так англійський ентомолог П. Стодінгер, який відвідав Кано в 1880-х рр., відзначав, що товари, привезені транссахарськими шляхами, коштували дешевше тих, які привозили морським шляхом. Він пояснював це використанням рабської сили під час переходів і дешевими засобами перевезення. А в 1908 р Ф. Лугард запропонував арабському купцеві на ім'я Насруф переправити свої товари морським шляхом через Лагос і Ліверпуль в Триполі. За словами купця, перевезення виявилася дешевше, і шлях зайняв менше часу, але проживання в Ліверпулі урівноважило витрати.
Остаточний удар транссахарській торгівлі завдало будівництво залізниць, а також італо-турецька війна 1911—1912 рр., в ході якої бойові дії торкнулися Триполі, важливого торгового центру в Північній Африці. Крім того, свою роль зіграв поділ єдиного економічного простору новими кордонами, встановленими європейцями, зокрема під час Берлінської конференції.